# 吾魯真
吾魯真（?—?），元朝公主，元世祖忽必烈的女儿。
吾魯真嫁给了亦乞列思的首领，不花是锁郎哈之兄、锁儿哈之孙、孛秃曾孙。孛秃是成吉思汗的妹夫兼女婿（帖木仑、火臣别吉的驸马），锁儿哈娶阔出的女儿安秃，锁郎哈娶秦王忙哥剌的女儿奴兀倫公主（吾魯真的侄女）。